# Dragon de l'île de Rhodes
Œuvres principales
- Le dragon de l'île de Rhodes, Friedrich von Schiller

Le dragon de l'île de Rhodes est un animal mythique qui, d'après la légende, semait la terreur dans la « vallée de Soudourli », au pied du mont Saint-Étienne (« Agios Stephanos », actuellement « Monte Smith »).

## Légende

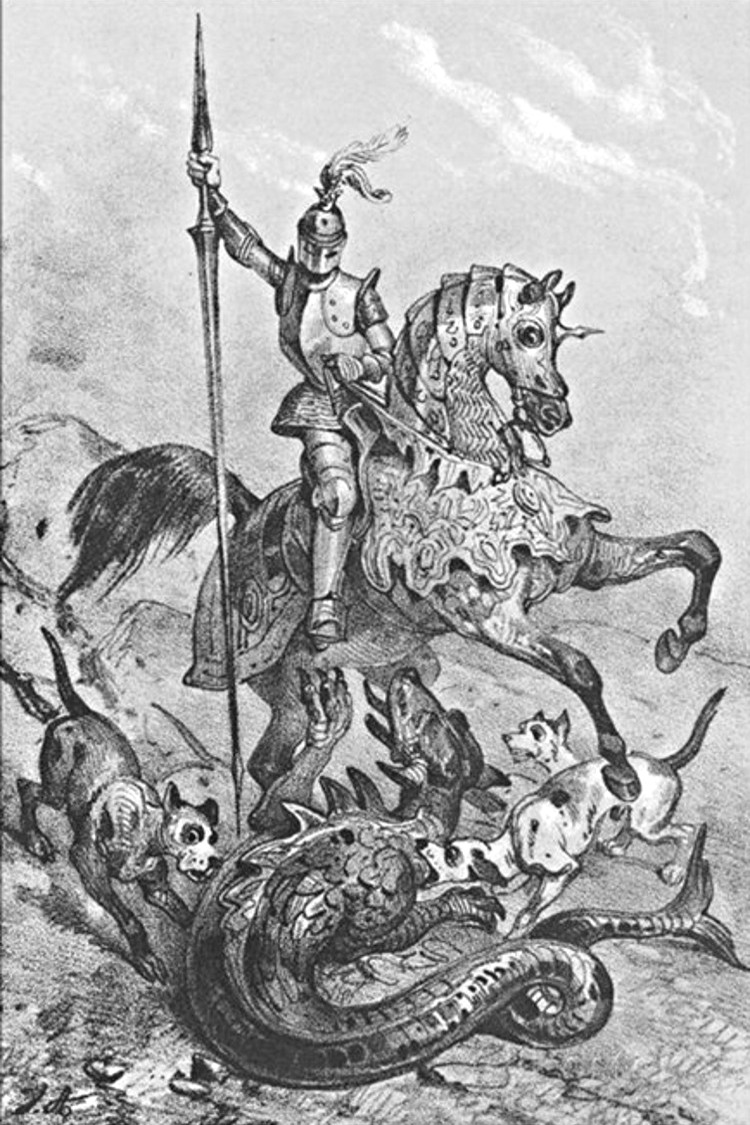
Dieudonné de Gozon terrassant le dragon de Rhodes, dessin de Victor Adam (1801-1866).

Suivant la légende, Rhodes abritait vers 1340 un dragon qui semait la terreur dans la région de la « vallée de Soudourli », au pied du mont Saint-Étienne (« Agios Stephanos », actuellement « Monte Smith »). Ce dragon faisait tant de victimes que Hélion de Villeneuve, le 26e grand maître des Hospitaliers de l'ordre de Saint-Jean de Jérusalem, avait interdit à ses chevaliers de se mesurer à lui.
La légende de Bosio, reprise dans la traduction en français de Boyssat en 1612, indique que « le Dragon estoit de la grosseur d'un cheval moyen, la teste de serpent, les oreilles de mulet couvertes de peau fort dure et escailles, les dents fort aigus, la gorge grande, les yeux caves luysans comme feu, avec un regard effroyable, quatre jambes comme un Crocodil, les griffes fort dures et aigues ; sur le dos deux petites aisles, dessus de couleur d'un Dauphin, dessous jaunes et verdes comme estoit le ventre, et la queue comme un Lezart. »
C'est Dieudonné de Gozon, alors simple chevalier dans l’ordre de Saint-Jean de Jérusalem qui, désobéissant aux consignes, aurait débarrassé les habitants de Rhodes de cette créature. Gozon serait rentré dans son fief, pour s'entraîner grâce à un dragon articulé en bois, puis, revenu à Rhodes, il l'aurait affronté vers 1342 avec deux molosses, l'aurait tué et aurait planté sa tête sur les fortifications de la ville,,.
Si certains auteurs pensent que la légende peut s'appuyer sur des faits réels et évoque la possibilité d'un crocodile, d'autres font remarquer qu'il existait à Kos, autre possession des chevaliers de Saint-Jean, une légende semblable dès 1420 et que dans sa plus ancienne forme connue, datée de 1521, la légende de Rhodes a pour héros un chevalier anonyme, qui deviendra par la suite troisième ou quatrième grand maître de l'ordre.
La dernière version de la légende, avec Dieudonné de Gozon pour héros, aurait été propagée vers 1594 par Antonio Bosio, l'historien des chevaliers. D'après René Aubert de Vertot, Anne de Naberat prétendait à tort que sa tombe ne portait que ces mots : « Draconis Extinctor » (« Le vainqueur du dragon »),.